# Rauno Aaltonen
Rauno August Aaltonen (Turku, 7 gennaio 1938) è un pilota automobilistico e pilota di rally finlandese.
Iniziò la carriera nei rally nel 1956 con vetture Mercedes e Saab; correva anche in motocicletta divenendo nel 1958 campione nazionale finlandese.
Nella sua carriera ha corso per le più importanti marche automobilistiche: Mercedes, BMC, Ford, Lancia, Datsun, FIAT, BMW e Opel. È stato uno dei più grandi piloti degli anni sessanta-settanta, ed uno dei piloti che seppe sfruttare al meglio la Mini Cooper S da rally, con cui vinse diversi rally.

## Risultati nel mondiale rally
| 1973 | Scuderia | Vettura                                          |    |  |  |     |     |   |  |  |  |  |  |     |  | Punti | Pos. |
| ---- | -------- | ------------------------------------------------ | -- |  |  | --- | --- | - |  |  |  |  |  | --- |  | ----- | ---- |
| 1973 |          | Datsun 240Z, Fiat 124 Abarth Rally e Opel Ascona | 18 |  |  | Rit | Rit | 2 |  |  |  |  |  | Rit |  |       |      |

| 1974 | Scuderia | Vettura                                 |  |   |  |  |  |  |    |  |  |  |  |  |  | Punti | Pos. |
| ---- | -------- | --------------------------------------- |  | - |  |  |  |  | -- |  |  |  |  |  |  | ----- | ---- |
| 1974 |          | Datsun 1800 SSS e Fiat 124 Abarth Rally |  | 6 |  |  |  |  | 12 |  |  |  |  |  |  |       |      |

| 1975 | Scuderia | Vettura                        |  |  |  |     |     |   |  |     |  |     |  |  |  | Punti | Pos. |
| ---- | -------- | ------------------------------ |  |  |  | --- | --- | - |  | --- |  | --- |  |  |  | ----- | ---- |
| 1975 |          | Opel Ascona e Opel Kadett GT/E |  |  |  | Rit | Rit | 4 |  | Rit |  | Rit |  |  |  |       |      |

| 1976 | Scuderia | Vettura          |  |  |  |     |  |  |  |  |  |     |  |  |  | Punti | Pos. |
| ---- | -------- | ---------------- |  |  |  | --- |  |  |  |  |  | --- |  |  |  | ----- | ---- |
| 1976 |          | Opel Kadett GT/E |  |  |  | Rit |  |  |  |  |  | Rit |  |  |  |       |      |

| 1977 | Scuderia | Vettura     |  |  |  |   |  |  |  |  |  |  |  |  |  | Punti | Pos. |
| ---- | -------- | ----------- |  |  |  | - |  |  |  |  |  |  |  |  |  | ----- | ---- |
| 1977 |          | Datsun 160J |  |  |  | 2 |  |  |  |  |  |  |  |  |  |       |      |

| 1978 | Scuderia | Vettura     |  |  |   |  |  |  |  |  |  |  |  |  |  | Punti | Pos. |
| ---- | -------- | ----------- |  |  | - |  |  |  |  |  |  |  |  |  |  | ----- | ---- |
| 1978 |          | Datsun 160J |  |  | 3 |  |  |  |  |  |  |  |  |  |  |       |      |

| 1979 | Scuderia    | Vettura     |  |  |  |   |  |  |  |  |  |  |  |  |  | Punti | Pos. |
| ---- | ----------- | ----------- |  |  |  | - |  |  |  |  |  |  |  |  |  | ----- | ---- |
| 1979 | Team Datsun | Datsun 160J |  |  |  | 5 |  |  |  |  |  |  |  |  |  | 8     | 28º  |

| 1980 | Scuderia    | Vettura     |  |  |  |   |  |  |  |  |  |  |  |  |  | Punti | Pos. |
| ---- | ----------- | ----------- |  |  |  | - |  |  |  |  |  |  |  |  |  | ----- | ---- |
| 1980 | Team Datsun | Datsun 160J |  |  |  | 2 |  |  |  |  |  |  |  |  |  | 15    | 16º  |

| 1981 | Scuderia    | Vettura          |    |  |  |   |  |  |  |  |  |  |  |  |  | Punti | Pos. |
| ---- | ----------- | ---------------- | -- |  |  | - |  |  |  |  |  |  |  |  |  | ----- | ---- |
| 1981 | Team Datsun | Datsun Violet GT | 13 |  |  | 2 |  |  |  |  |  |  |  |  |  | 15    | 19º  |

| 1982 | Scuderia        | Vettura         |  |  |  |     |  |  |  |  |  |  |  |  |  | Punti | Pos. |
| ---- | --------------- | --------------- |  |  |  | --- |  |  |  |  |  |  |  |  |  | ----- | ---- |
| 1982 | Opel Rally Team | Opel Ascona 400 |  |  |  | Rit |  |  |  |  |  |  |  |  |  | 0     |      |

| 1983 | Scuderia        | Vettura         |  |  |  |     |  |  |  |  |  |  |  |  |  | Punti | Pos. |
| ---- | --------------- | --------------- |  |  |  | --- |  |  |  |  |  |  |  |  |  | ----- | ---- |
| 1983 | Opel Rally Team | Opel Ascona 400 |  |  |  | Rit |  |  |  |  |  |  |  |  |  | 0     |      |

| 1984 | Scuderia        | Vettura        |  |  |  |   |  |  |  |  |  |  |  |  |  | Punti | Pos. |
| ---- | --------------- | -------------- |  |  |  | - |  |  |  |  |  |  |  |  |  | ----- | ---- |
| 1984 | Opel Rally Team | Opel Manta 400 |  |  |  | 2 |  |  |  |  |  |  |  |  |  | 15    | 15º  |

| 1985 | Scuderia        | Vettura        |  |  |  |   |  |  |  |  |  |  |  |  |  | Punti | Pos. |
| ---- | --------------- | -------------- |  |  |  | - |  |  |  |  |  |  |  |  |  | ----- | ---- |
| 1985 | Opel Rally Team | Opel Manta 400 |  |  |  | 4 |  |  |  |  |  |  |  |  |  | 10    | 22º  |

| 1987 | Scuderia        | Vettura         |  |  |  |   |  |  |  |  |  |  |  |  |  | Punti | Pos. |
| ---- | --------------- | --------------- |  |  |  | - |  |  |  |  |  |  |  |  |  | ----- | ---- |
| 1987 | Opel Rally Team | Opel Kadett GSI |  |  |  | 9 |  |  |  |  |  |  |  |  |  | 2     | 58º  |

| Legenda | 1º posto | 2º posto | 3º posto | A punti | Senza punti | Ritirato | Squalificato | NP=Non partito C=Gara cancellata | Apice=Power stage |

## Palmarès
- 1958 – campione nazionale finlandese di motociclismo (JAP 350cc).

2º alla 24 Ore di Spa con Hubert Hahne (BMW)
- 1961 – campione nazionale finlandese di Rally. Vince il Rally dei Mille Laghi e il Rally di Polonia, 2º nel Rally di Germania, 4º nella Liegi-Roma-Liegi (Mercedes 220SE)
- 1962 – 5º nel Rally RAC
- 1963 – 3º nel Rally di Monte Carlo e Mille Laghi (Mini Cooper S)
- 1964 - Vince la Spa-Sofia-Liegi  (Austin Healey 3000) con Ambrose, 3º ai Mille Laghi
- 1965 – campione europeo di Rally. Vince i Rally di Ginevra, Cecoslovacchia, Polonia, la Monaco-Vienna-Budapest e il RAC, 2º al Mille Laghi (Mini Cooper S).
- 1966 – Vince il Tulip Rally e in Cecoslovacchia, 3º al 1000 laghi, 4º al RAC (Mini Cooper S). Vince la Bathurst 500 (Mini Cooper S) con Bob Holden.
- 1967 – Vince il Rally Monte Carlo, 3º in Svezia e Tulip Rally (Mini Cooper S).
- 1968 – 2º al Rally di Corsica, 3º al Monte Carlo, 5º al Rally dell'Acropoli (Lancia Fulvia HF).
- 1969 – 2º al Rally di San Remo (Lancia Fulvia HF). 9º alla Targa Florio e 27º (1ª classe 1600cc), alla 1000 km del Nürburgring con Sandro Munari (Lancia Fulvia HF).
- 1970 – 3º al World Cup Rally London-Mexico, 7º al RAC (Datsun 240Z)
- 1971 – 2º nell'East African Safari, 5º a Monte Carlo (Datsun 240Z)
- 1972 – 3º al Monte Carlo avendo come copilota Jean Todt, 2º al Rally di Australia, 6º all'East African Safari (Datsun 240Z)
- 1973 – 2º al Rally dell'Acropoli (Fiat 124 Abarth), 6º al Monte Carlo (Datsun 240Z)
- 1977 – 2º all'East African Safari (Datsun Violet)
- 1978 – 3º all'East African Safari (Datsun Violet 160J)
- 1979 – 5º all'East African Safari (Datsun Violet 160J)
- 1980 – 2º all'East African Safari (Datsun)
- 1981 – 2º all'East African Safari (Datsun)
- 1984 – 2º all'East African Safari (Opel Manta 400)
- 1985 – 4º all'East African Safari (Opel Manta 400)

## Riconoscimenti
- Inserito nella Rally Hall of Fame nel 2010.